# Puppling

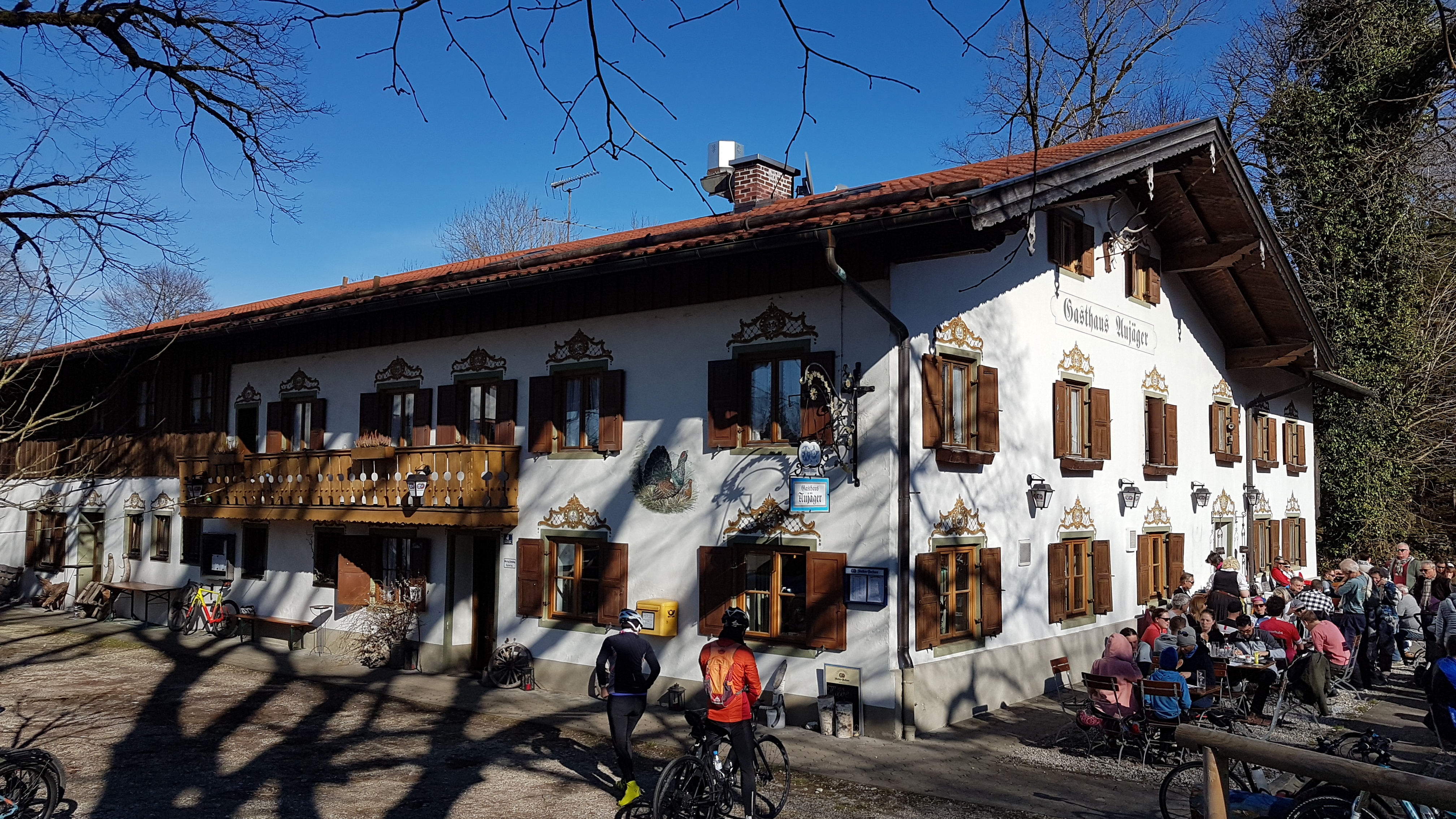
Gasthaus Aujäger in Puppling

Puppling ist ein Gemeindeteil von Egling im oberbayerischen Landkreis Bad Tölz-Wolfratshausen. Das Dorf liegt circa fünf Kilometer westlich von Egling an der Staatsstraße 2070. Puppling ist stark vom Ausflugsverkehr und von Erholungssuchenden frequentiert.
Der Ort Puppling kam als Teil von Ergertshausen beim Zusammenschluss der Gemeinden am 1. Mai 1978 zu Egling.

## Geschichte
Der Ortsname ist in den Traditionen von Kloster Tegernsee als Puppilingen ersturkundlich genannt. Es liegt dem Ortsnamen der bajuwarische Personenname Pupili zugrunde.

## Baudenkmäler
- St. Georg (Puppling)